# Thabo Mbeki
Thabo Mvuyelwa Mbeki (phát âm Xhosa: [tʰaɓɔ mbɛːk'i]; sinh 18 tháng 6 năm 1942) là một chính trị gia Nam Phi trong chín năm làm Tổng thống Nam Phi thứ hai trong giai đoạn hậu phân biệt chủng tộc của Nam Phi từ ngày 14 tháng 6 năm 1999 đến 24 tháng 9 năm 2008. Ngày 20 tháng 9 năm 2008, với khoảng chín tháng còn lại trong nhiệm kỳ thứ hai, Mbeki tuyên bố từ chức sau khi bị kỷ luật do Ban chấp hành Quốc gia của ANC. Tiếp theo là kết luận của thẩm phán C.R. Nicholson về can thiệp sai luật trong National Prosecuting Authority (NPA), bao gồm cả việc đưa ra truy tố Jacob Zuma vì tội tham nhũng. Ngày 12 tháng 1 năm 2009, Tòa án Tối cao phúc thẩm nhất trí lật ngược phán quyết của Nicholson nhưng việc từ chức đã diễn ra.